# HMS Alert (1856)
Pour les autres navires du même nom, voir HMS Alert.

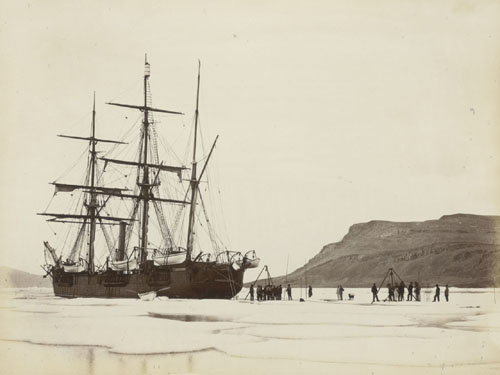
L'Alert dans l'Arctique.

La HMS Alert est un sloop de 17 canons. Navire de la classe Cruizer, il est lancé en 1856 et démantelé en 1894.
Au service de la Royal Navy, il participe notamment à l'expédition Arctique britannique dans l'Arctique au cours de laquelle il atteint pour la première fois le 82e parallèle nord.
L'Alert a également une courte carrière dans l'United States Navy et le gouvernement canadien.

## Armement du navire

### Construction
Les premiers sloops de la classe Cruizer ont été conçus sous la direction de Lord John Hay, leur construction a ensuite été supervisée par Sir Baldwin Walker. Deux exemplaires sont commandés le 2 avril 1853 dont l'Alert qui est livré en janvier 1855 avec une machine à vapeur à deux cylindres à simple détente, fournie par Ravenhill & Salkeld d'une puissance de 383 ch permettant une vitesse maximum de 8,8 nœuds.

### Armement
Tous les navires de la classe sont équipés d'un canon long de 32 livres et de seize canons courts de 32 livres. Lorsqu'il est transformé en navire d'exploration polaire en 1874, l'armement de l'Alert est ramené à 4 canons Armstrong se chargeant par la culasse.

## Histoire

### Navire de surveillance
L'Alert passe les onze premières années de sa vie à la "Pacific Station". Il est basé à Esquimalt, à la pointe sud de l'île de Vancouver (Canada) et assure localement la police maritime de l'empire britannique.
Il rejoint Plymouth entre octobre 1861 et mai 1863 pour l'entretien de sa coque.

### Expédition de l'Arctique (1874-1876)
L'Alert est aménagé en vue de l'exploration de l'Arctique canadien. Son moteur à vapeur est remplacé par un moteur à expansion composé R & W Hawthorn. La coque est renforcée avec du fer recouvert de feutre. Au-dessus de la ligne de flottaison, elle est recouverte de teck et, au-dessous, d'orme et de pin gris. Les modifications portent sa jauge brute à 1 240 tonneaux.
L'expédition débute en 1874, dirigée par George Strong Nares , capitaine de l'Alert secondé part Henry Frederick Stephenson sur le Discovery. Elle vise à atteindre le pôle Nord en passant par le détroit de Smith entre le Groenland et l'île d'Ellesmere, la plus septentrionale des îles du Canada. Les géographes de l'époque ont l'intuition qu'il existe une mer polaire ouverte et que, si la couche de glace qui l'entoure n'est pas trop épaisse, l'accès au pôle Nord par la mer est possible. Comme Edward Augustus Inglefield a atteint le détroit de Smith en 1852, c'est une route probable vers le nord.

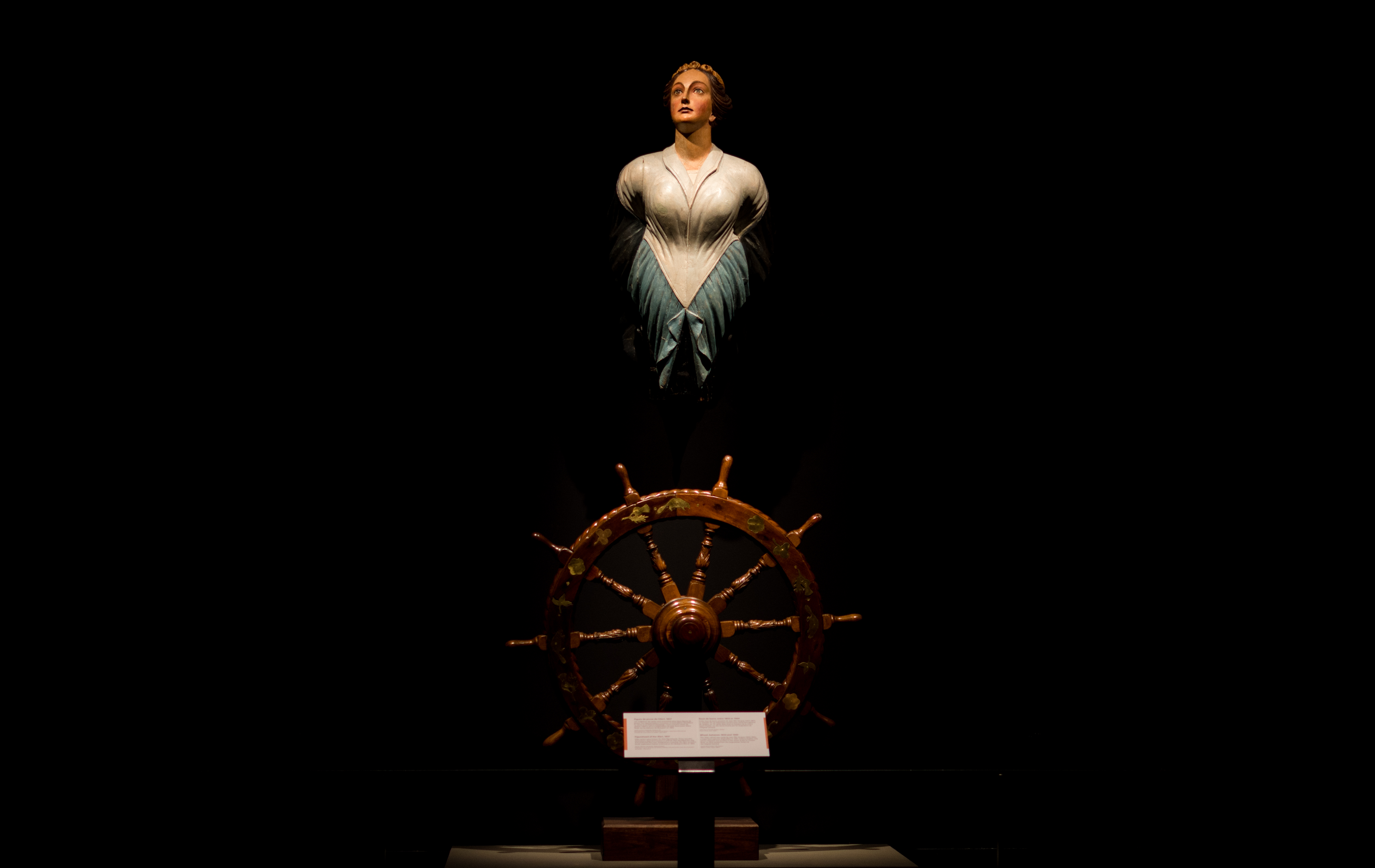
La figure de proue et la barre de gouvernail de lAlert exposées au Musée de la civilisation à Québec

Malgré la rencontre de glaces plus épaisses que prévu, l'expédition continue sa progression vers le nord. Laissant le Discovery pour l'hiver à la baie Lady Franklin l'Alert continue à parcourir 50 milles marins (93 km) à travers le passage Robeson, établissant ses quartiers d'hiver à Floeberg Beach (sv). Au printemps de 1876 les côtes de l'île d'Ellesmere et du Groenland sont explorées à traîneau, mais le scorbut commence à affaiblir l'équipage. Le 3 avril 1876, dirigé par le commandant en second Albert Hastings Markham, l'Alert reprend la direction du nord et, après une lente progression, il atteint la latitude de 83 ° 20 '26 "N le 11 mai L'équipage souffrant de cécité des neiges, de scorbut et d'épuisement, l'ordre est donné de faire demi-tour...
L'expédition reçoit à son retour un accueil chaleureux, Nares est fait chevalier et Markham est promu capitaine. Plusieurs sites géographiques du nord du Canada et du Groenland portent depuis les noms des personnes liées à l'expédition : le détroit de Nares, le lac Nares, la plateforme de Markham. La base militaire et station météorologique habitée de façon permanente la plus au nord sur la terre, à la pointe nord de l'île d'Ellesmere, est nommée Alert. Un sommet de l'île d'Ellesmere (en) et un iceberg géant portent le nom du maître de 1re classe Adam Ayles (en) qui a servi sur l'Alert.